# Titusville (Pennsylvanie)
La ville de Titusville est située dans le comté de Crawford, situé dans le Commonwealth de Pennsylvanie, aux États-Unis. Elle comptait 5 602 habitants lors du recensement de 2010. Prototype de la ville champignon, elle est considérée comme le berceau de l'extraction pétrolière.

## Histoire
Ce site autrefois forestier fut défriché en 1796 par Jonathan Titus (en) qui y établit sa propriété d'Edinburg. En l'espace de 14 ans, de nouveaux colons s'établirent sur les arpents environnants, le long des rives d’Oil Creek, un petit affluent de l'Allegheny ; ils baptisèrent leur hameau Titusville. Le village reçut le statut de borough en 1849.
Ce bourg connut une croissance lente mais régulière jusque dans les années 1850. Les scieries (il y en avait 17 dans le secteur) étaient jusque-là la principale industrie de la région.

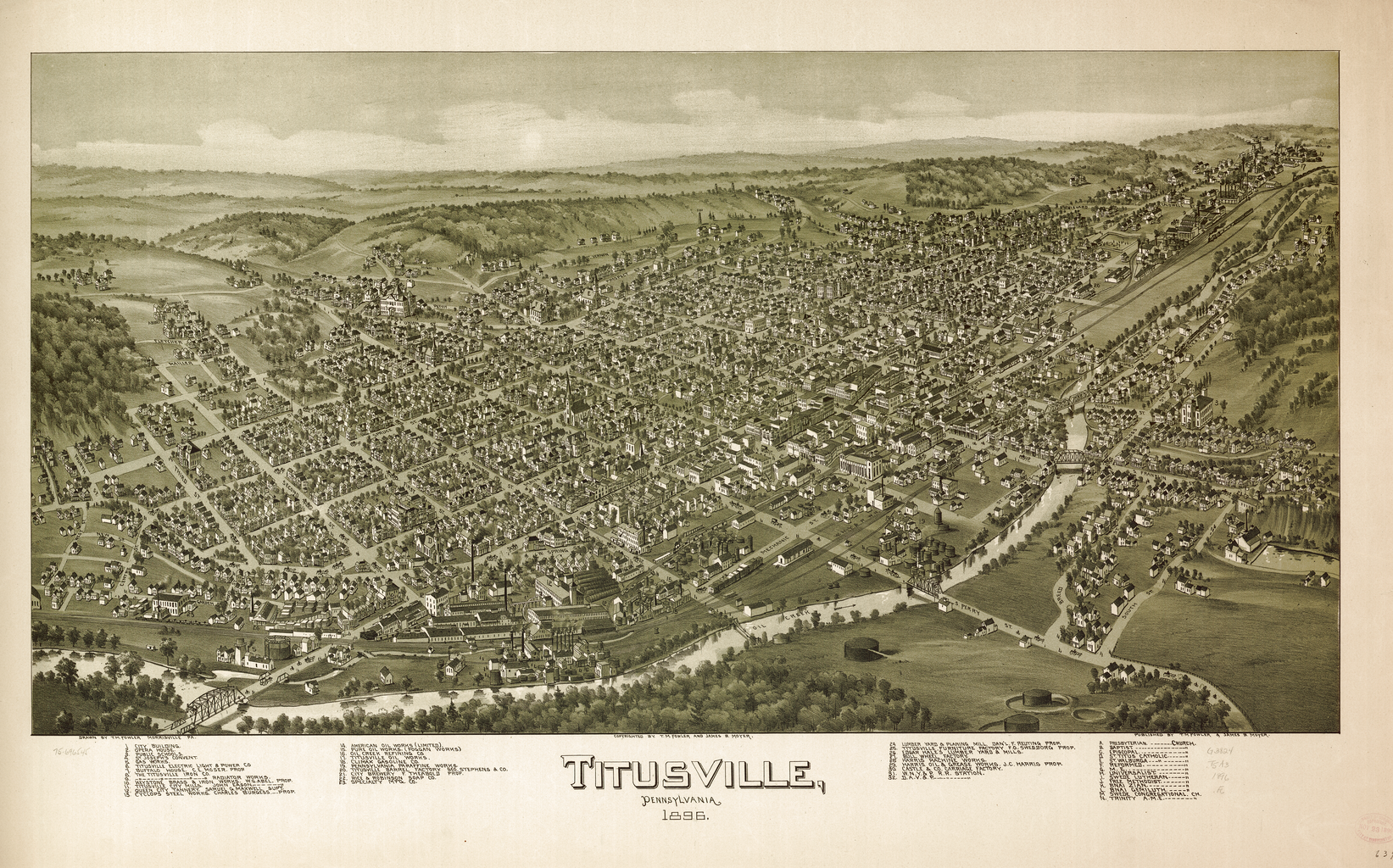
Titusville en 1896, par Thaddeus Mortimer Fowler.

On savait que le sous-sol de la vallée d’Oil Creek contenait des poches d’hydrocarbures, mais on ignorait comment les extraire méthodiquement, jusqu'à ce qu'à la fin des années 1850, un ancien contremaître des chemins de fer, le « colonel » Edwin L. Drake, reprenne la prospection sur un terrain affermé du sud de Titusville. Drake embaucha un ouvrier des salines, William A. Smith, pendant l'été 1859. Au prix d'innombrables difficultés, ils parvinrent enfin à pomper un puits le 27 août : ce véritable exploit allait changer la face du monde, à commencer par la région environnante.

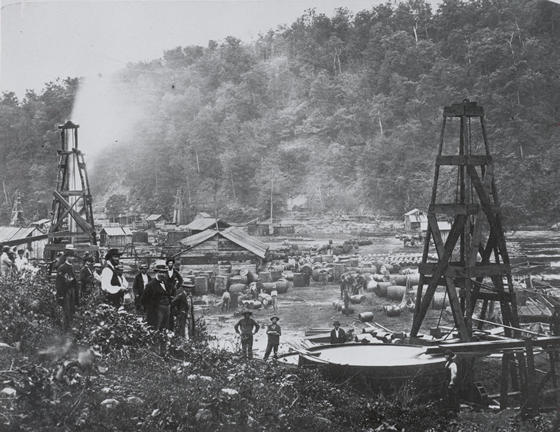
Les débuts de l’exploitation du pétrole en Pennsylvanie.

Très vite, il fallut des chalands pour acheminer les fûts de pétrole chez les grossistes. On chargeait les barils sur des barges qui descendaient le cours de l’Oil Creek jusqu'à Oil City sur l'Allegheny. Là, les barils étaient transbordés sur des vapeurs jusqu'à Pittsburgh. En quelques années, les techniques de transport s'améliorèrent et dès 1862 des entrepreneurs financèrent la construction de la ligne ferroviaire Oil Creek and Titusville Railroad, reliant Titusville à Corry, où l’on transbordait le fret sur les trains des grandes lignes de chemin de fer transcontinentales. En 1865, on entreprit de poser des pipelines jusqu'aux gares et la demande en chalands se tarit presque entièrement. L'année suivante on étendit la ligne ferroviaire vers le sud jusqu'à Petroleum Centre et Oil City. La compagnie ferroviaire Union City & Titusville Railroad acheva son chantier en 1865, et la ligne fut annexée à la Philadelphia and Erie Railroad en 1871. Cet automne-là le président Ulysses S. Grant visita Titusville en rendant ainsi hommage à la place économique croissante de l'industrie pétrolière.
Bientôt l'abondance du pétrole suscita une industrialisation du pays environnant : entre 1862 et 1868, on y installa huit raffineries. La demande en forets et trépans amena l'ouverture de forges. La population de Titusville passa de 250 habitants à 10 000 habitants en pratiquement 24 heures et en 1866 elle obtint le statut de city. Le premier millionnaire du pétrole fut un citoyen de Titusville, Jonathan Watson, propriétaire du terrain où Drake avait effectué son premier forage exploitable. Ce terrain se trouve maintenant dans l'emprise du Parc d'État d'Oil Creek. 
En 1875, les agents de la Standard Oil interviennent auprès des propriétaires des 27 raffineries que comptait la ville de Titusville pour leur signaler que la compagnie entend les racheter à un prix dérisoire. Devant leur évident refus, la Standard utilise l'emprise qu'elle détient sur les compagnies de chemin de fer pour faire cesser tous les transports entre Titusville et le monde extérieur. En 1879, 25 des 27 compagnies avaient accepté de vendre. 
L’hôtel de ville de Titusville et son centre historique sont aujourd'hui classés au Registre national des lieux historiques.

## Démographie
| Groupe            | Titusville | Pennsylvanie | États-Unis |
| ----------------- | ---------- | ------------ | ---------- |
| Blancs            | 95,9       | 81,9         | 72,4       |
| Afro-Américains   | 1,8        | 10,9         | 12,6       |
| Métis             | 1,1        | 1,9          | 2,9        |
| Asiatiques        | 0,7        | 2,8          | 4,8        |
| Amérindiens       | 0,3        | 0,2          | 0,9        |
| Autres            | 0,2        | 2,4          | 6,2        |
| Total             | 100        | 100          | 100        |
|                   |            |              |            |
| Latino-Américains | 1,2        | 5,7          | 16,7       |

Selon l'American Community Survey, pour la période 2011-2015, 97,16 % de la population âgée de plus de 5 ans déclare parler l'anglais à la maison, 1,22 % déclare parler l'espagnol et 1,62 % une autre langue.
| Indicateur                             | Titusville | États-Unis |
| -------------------------------------- | ---------- | ---------- |
| Personnes de moins de 5 ans            | 6,4 %      | 6,1 %      |
| Personnes de moins de 18 ans           | 21,7 %     | 22,6 %     |
| Personnes de plus de 65 ans            | 19,7 %     | 15,6 %     |
| Femmes                                 | 52,9 %     | 50,8 %     |
| Personnes par foyer                    | 2,29       | 2,64       |
| Vétérans                               | 8,9 %      | 8,0 %      |
| Personnes nées étrangères à l'étranger | 0,8 %      | 13,2 %     |
| Personnes sans assurance maladie       | 10,4 %     | 10,2 %     |
| Personnes avec un handicap             | 15,1 %     | 8,6 %      |
| Revenus annuels                        | 18 793 $   | 29 829 $   |
| Personnes sous le seuil de pauvreté    | 29,1 %     | 12,3 %     |
| Diplômés du lycée                      | 86,1 %     | 87,0 %     |
| Diplômés de l'université               | 18,2 %     | 30,3 %     |

## Source
1. 1 2 3 4  (en) « Oil Creek State Park », sur Pennsylvania Department of Conservation and Natural Resources (consulté le 24 janvier 2007)
2. ↑  « Titusville, en Pennsylvanie, 1896 », sur Bibliothèque numérique mondiale, 1896 (consulté le 17 juillet 2013)
3. ↑  (en) Frank Browning et John Gerassi, Histoire criminelle des États-Unis, Nouveau monde, 2015, p. 282
4. ↑  (en) « National Register Information System », sur le site du National Park Service, National Register of Historic Places, 9 juillet 2010
5. ↑  (en) « Titusville, PA Population - Census 2010 and 2000 », sur censusviewer.com (consulté le 2 mars 2016).
6. ↑  (en) « Population of Pennsylvania - Census 2010 and 2000 », sur censusviewer.com (consulté le 2 mars 2016).
7. ↑  (en) « Language spoken at home by ability to speak English for the population 5 years and over », sur factfinder.census.gov (consulté le 26 mars 2017)
8. ↑  (en) « U.S. Census Bureau QuickFacts : Titusville city, Pennsylvania; United States », sur Census Bureau QuickFacts (consulté le 19 novembre 2023).